# Mielichhoferia demissa
Mielichhoferia demissa là một loài rêu trong họ Bryaceae. Loài này được Müll. Hal. mô tả khoa học đầu tiên năm 1858.